# مارینر ۱
مارینر ۱ (انگلیسی: Mariner 1) نخستین فضاپیمای برنامه فضایی مارینر ایالات متحده بود که برای پروژه پرواز کناری زهره طراحی شده بود. هزینه این فضاپیما ۱۸٫۵ میلیون دلار آمریکا در سال ۱۹۶۲ بود. این فضاپیما در ۲۲ ژوئیه ۱۹۶۲ با موشک اتلس-آگنا به فضا پرتاب شد ولی مدت کوتاهی پس از پرتاب، سیستم هدایت آن دچار مشکل شده و از کنترل خارج شد و در نهایت ۲۹۴٫۵ ثانیه پس از پرتاب به دستور افسر ایمنی پروژه منهدم شد.
علت این حادثه تنها به دلیل از قلم افتادن یک خط پیوند(-)در کامپیوتر هدایت فضاپیما، باعث از کنترل خارج شدن ان شده است. برنامه فضایی مارینر پنج هفته پس از این شکست با پرتاب مارینر ۲ ادامه یافت.